# Майкъл Джакино
Майкъл Джакино (на английски: Michael Giacchino) (роден на 10 октомври 1967 г.) е американски композитор на саундтракове, който композира музика за филми, телевизията и видеоигри. Композирал е музиката към сериалите „Наричана още“, „Изгубени“ и „Експериментът“, както и тази на компютърните поредици Medal of Honor и Call of Duty.

## Частична филмография
- „Феноменалните“ (2004)
- „Школа за герои“ (2005)
- „Камъкът на раздора“ (2005)
- „Мисията невъзможна 3“ (2006)
- „Рататуй“ (2007)
- „Чудовищно“ (2008)
- „Стар Трек“ (2009)
- „В небето“ (2009)
- „Пусни ме вътре“ (2010)
- „Колите 2“ (2011)
- „Супер 8“ (2011)
- „Монте Карло“ (2011)
- „50/50“ (2011)
- „Мисията невъзможна: Режим Фантом“ (2011)
- „Джон Картър“ (2012)
- „Пропадане в мрака“ (2013)
- „Зората на планетата на маймуните“ (2014)
- „Шантава седмица“ (2014)
- „Пътят на Юпитер“ (2015)
- „Утреландия“ (2015)
- „Джурасик свят“ (2015)
- „Отвътре навън“ (2015)
- „Зоотрополис“ (2016)
- „Стар Трек: Отвъд“ (2016)
- „Доктор Стрейндж“ (2016)
- „Rogue One: История от Междузвездни войни“ (2016)
- „Спайдър-Мен: Завръщане у дома“ (2017)
- „Войната за планетата на маймуните“ (2017)
- „Джурасик свят: Рухналото кралство“ (2018)
- „Феноменалните 2“ (2018)
- „Спайдър-Мен: Далече от дома“ (2019)